# Tompaháza község
Tompaháza község (románul: Comuna Rădești) község Fehér megyében, Romániában. Központja Tompaháza, beosztott falvai Lőrincréve, Magyarsolymos, Meggykerék.

## Népessége
A 2011-es népszámlálás adatai alapján a község népessége 1200 fő volt.